# Вакуленчук Григорій Микитович
Григо́рій Мики́тович Вакуленчу́к (нар. 1877, Великі Коровинці (нині селище міського типу Чуднівського району Житомирської області) — пом. 27 червня 1905, борт панцерника «Потьомкін») — український та російський артилерійський унтер-офіцер Чорноморського флоту, організатор та перший керівник повстання на панцернику «Потьомкін».

## Життєпис

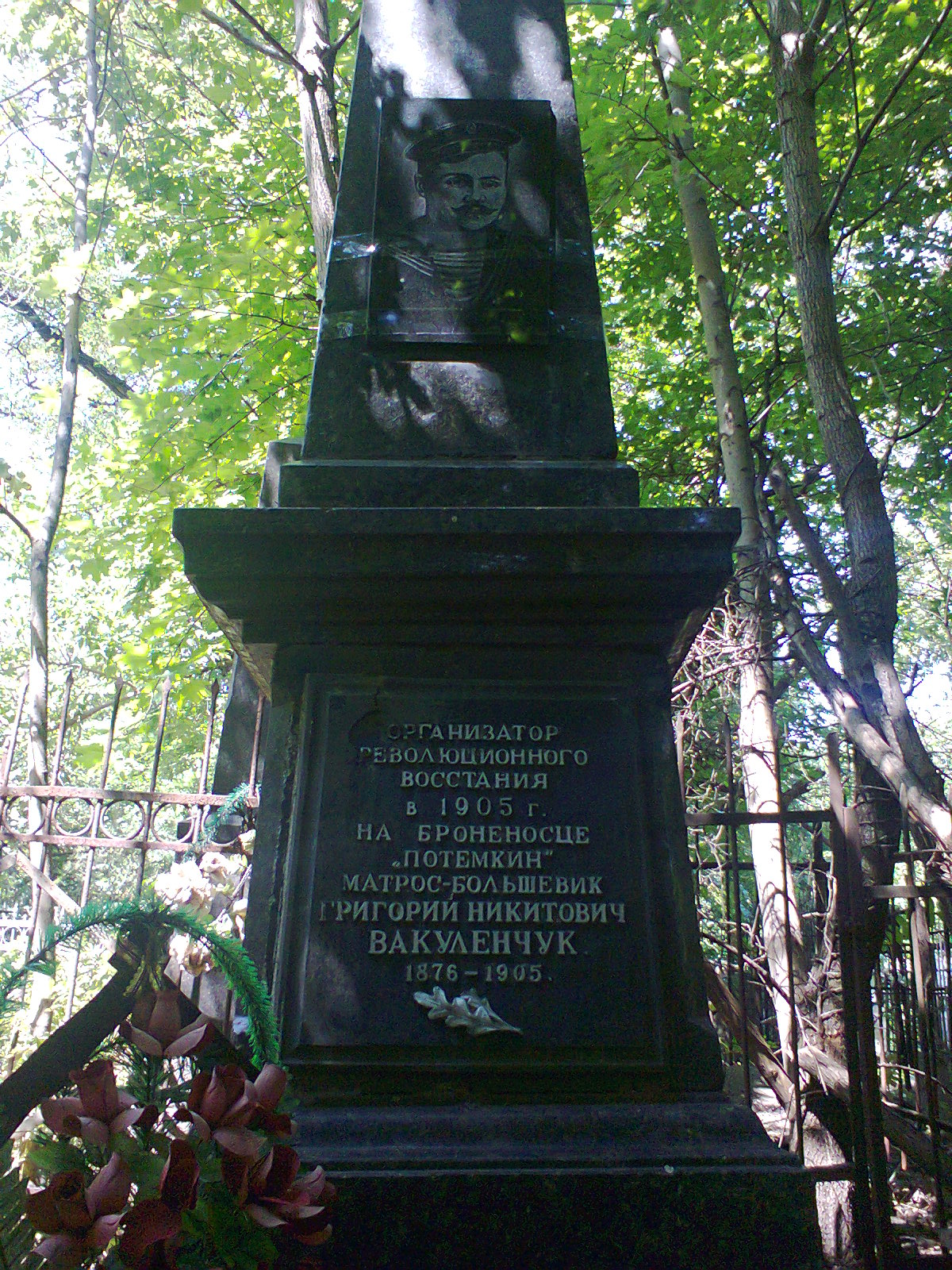
Могила, оновлена в 2013 році прапраправнуком Ярославом Ячменьовим

Анотаційний знак в Севастополі

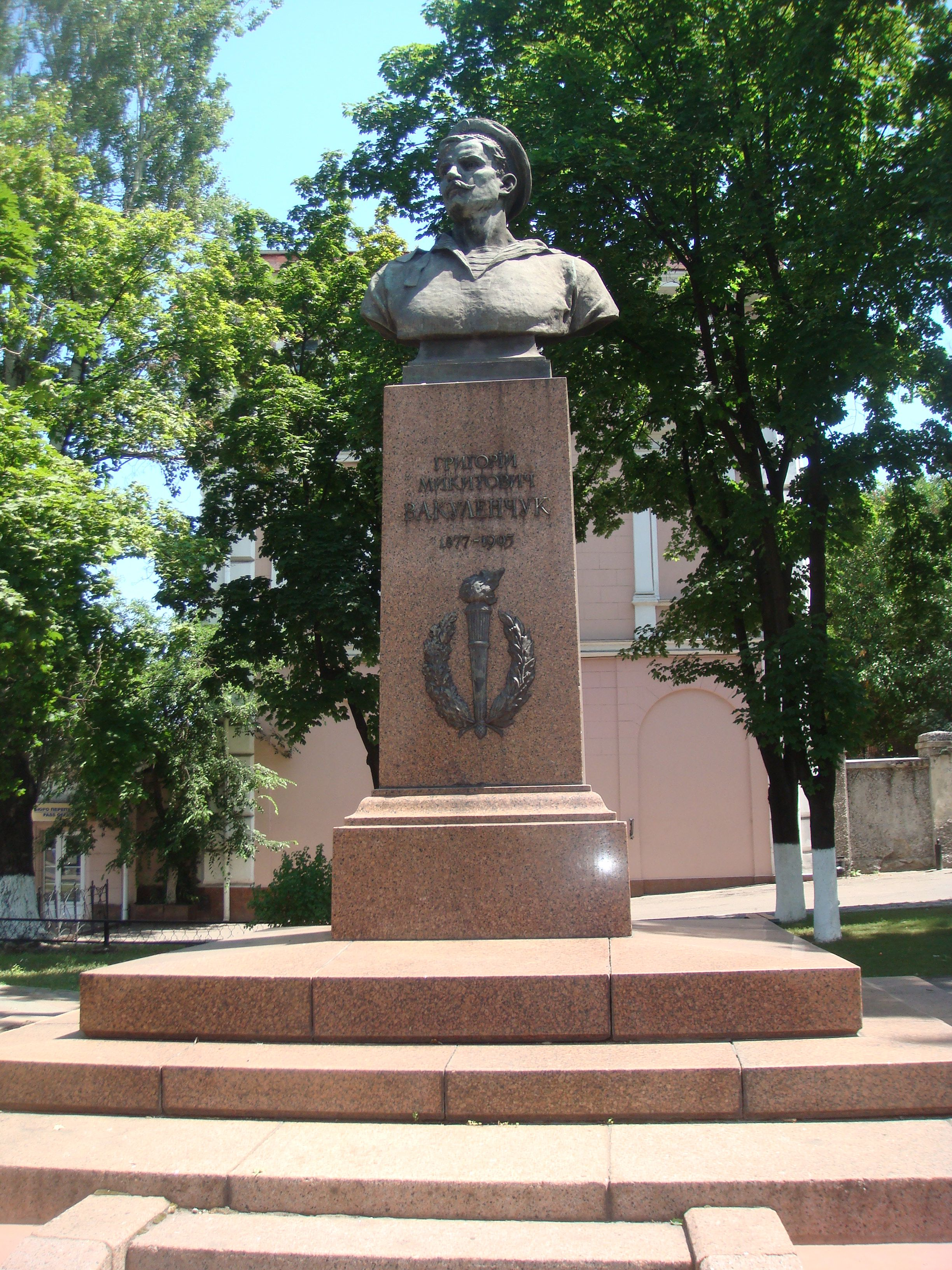
Погруддя в Одесі

Народився в селянській родині. В 1898 році почав службу на Чорноморському флоті. В 1900 році закінчив мінно-артилерійську школу та призначений комендором на ескадрений панцерник «Князь Потьомкін-Таврійський».
Коли 27 (14 за ст. ст.) червня 1905 року близько 30 матросів, які відмовилися від обіду (з гнилим і червивим м'ясом), були заарештовані, і старший офицер Гіляровський наказав принести брезент, який на флоті зазвичай приносили перед розстрілом, на панцернику почалося повстання.
Повстання почалось з фрази, вимовленої Вакуленчуком українською мовою: «Та доки ж ми будемо рабами?!». На той час українці складали на Чорноморському флоті переважну більшість, але лише серед матросів та нижчого командного складу; вищий командний склад був переважно російським та ворожим до українців. Як зазначив згодом Іван Багряний: «Це було повстання української стихії, повстання кріпаків князя Потьомкіна, нащадків Самійла Кішки і всього українського Запорожжя».
На самому початку повстання на «Потьомкіні» Григорій Вакуленчук першим застосував зброю, убивши артилерійського офіцера лейтенанта Леоніда Неупокоєва, який намагався роззброїти повстанців, після чого сам був смертельно поранений старшим офіцером панцерника Іполитом Гіляровським. Повстання очолив мінний машиніст панцерника Панас Матюшенко.
15 червня (за ст. ст.) 1905 року в Одеський порт з панцерника «Князь Потьомкін» був знесений труп Григорія Вакуленчука, з запискою: «Перед вами лежить тіло вбитого матроса Григорія Вакуленчука, якого убив старший офіцер ескадреного броненосця „Великий князь Потьомкін-Таврійський“ за те, що він сказав, що борщ не годиться. Помстимося кровопивцям! Смерть гнобителям, нехай живе свобода!».
Того ж дня був похований в Одесі.

## Пам'ять
Пам'ятники Григорію Вакуленчуку встановлено в селищі Великі Коровинці (Житомирська область), та в Одесі. 
Вулиця Вакуленчука у ряду міст України.
Також перейменовано смт Великі Коровинці-2 на Вакуленчук на його честь в 1984 році.